# Psalm 85
Der 85. Psalm (nach griechischer Zählung der 84.) ist ein Psalm der Korachsöhne. Er ist der Liturgie zugehörig. 

## Gattungsbestimmung
Der Orientalist Heinrich Georg August Ewald bestimmte die Gattung der Psalms als „Volksklagelied“ mit einer göttlichen Antwort, also einem Orakel darauf (Vers 9–14). Dabei sei die Rückkehr aus dem Babylonischen Exil bereits geschehen, aber noch nicht als Rettung empfunden worden. Diese Ansicht übernahmen die meisten der damaligen Theologen.
Eine andere Richtung sieht den Teil, der von einer Rettung redet, als eine dem Gebet der Gemeinde um Heil vorausgestellte Verkündigung der Zukunft und betrachtet somit das Gebet als mit einer Weissagung einsetzend. Das macht allerdings auch das Bestimmen eines Zeitalters unmöglich.

## Gliederung
Der Psalm lässt sich entsprechend folgendermaßen gliedern:
1. Vers 1–4: Verkündung der prophetischen Gewissheit
2. Vers 5–8: Klagelied der Gemeinde in Anbetracht des Leides der gegenwärtigen Situation
3. Vers 9–14: Antwort eines göttlichen Orakels

## Rezeption
Das Lied Herr, der du vormals hast dein Land von Paul Gerhardt (Evangelisches Gesangbuch Nr. 283) basiert auf dem 85. Psalm.